# غيسيكه
غسكه (بالألمانية: Geseke) هي بلدة ألمانية تقع في ألمانيا في Soest.  يقدر عدد سكانها بـ 20,786 نسمة .

## المدن التوأمة
مدينة أدولف لوس هي مدينة توأمة لـغسكه.

## أعلام
- توماس بيرتلس
- دومنيك بيتز
- إنغريد بيكر
- راينهارد ماركس
- جوسيف ماركس